# السوق الأوروبية المشتركة
السوق الأوروبية الموحدة، أو السوق الداخلية، أو السوق المشتركة هي سوق موحدة تضم 27 من الدول الأعضاء في الاتحاد الأوروبي، وعبر استثناءات محددة تضمّ كذلك أيسلندا، وليختنشتاين، والنرويج بموجب اتفاقية المنطقة الاقتصادية الأوروبية، وسويسرا من خلال المعاهدات الثنائية. تسعى السوق الموحدة إلى ضمان حرية حركة السلع، ورؤوس الأموال، والخدمات، والأفراد، والتي يُطلَق عليها مجتمِعة «الحريات الأربع».
يرتبطُ عدد من الدول المرشحة للانضمام إلى الاتحاد الأوروبي باتفاقيات تحقيق الاستقرار والشراكة مع الاتحاد الأوروبي، والتي تسمح بمشاركة محدودة في قطاعات معينة من السوق الموحدة؛ من تلك الدول ألبانيا، والبوسنة والهرسك، وكوسوفو، والجبل الأسود، ومقدونيا الشمالية، وصربيا. إضافة إلى هذه الدول، وعبر ثلاث اتفاقيات مع كلّ منها للتبادل الحر الشامل والمعمق مع الاتحاد الأوروبي، مُنحت دول سوفييتية سابقة مثل جورجيا، ومولدوفا، وأوكرانيا فرص وصول محدودة إلى السوق الموحدة في قطاعات مختارة. تتمتع تركيا بفرص حرية الحركة لبعض البضائع من خلال عضويتها في الاتحاد الجمركي بين الاتحاد الأوروبي-تركيا. غادرت المملكة المتحدة السوق الأوروبية الموحدة في 31 ديسمبر 2020. وعُقد اتفاق بين حكومة المملكة المتحدة والمفوضية الأوروبية لمواءمة أيرلندا الشمالية مع قواعد البضائع للسوق الأوروبية الموحدة، بهدف الإبقاء على الحدود المفتوحة في جزيرة أيرلندا.
تهدف السوق الأوروبية الموحدة إلى زيادة فُرص المنافسة، وتقسيم العمل، ومزايا وفورات الحجم، مما يُتيح انتقال البضائع وعوامل الإنتاج إلى المنطقة التي تقدّرها أكثر، وبالتالي تحسين فعالية توزيع الموارد. كما تسعى السوق الأوروبية الموحدة إلى تعزيز التكامل الاقتصادي بهدف دمج اقتصادات الدول الأعضاء في اقتصاد واحد على مستوى الاتحاد الأوروبي. يُنظَر إلى إنشاء السوق الداخلية بوصفها سوقًا موحدة على أنها عملية مستمرة، أخذًا بعين الاعتبار الفجوات التي ما زالت موجودة في تكامل صناعة الخدمات. وفقًا لتقديرات العام 2019، بفضل السوق الموحدة، فإن إجمالي الناتج المحلي للدول الأعضاء حقق نسبةً وسطيةً بلغت %9 أعلى مما سيكون عليه الحال في حالة تطبيق القيود الجمركية وغير الجمركية.

## نبذة تاريخية
تمثّل أحد الأهداف الرئيسية للجماعة الاقتصادية الأوروبية لدى تأسيسها في العام 1957 في تطوير سوق مشتركة تُتيح حرية الحركة للسلع، والخدمات، والأفراد، ورأس المال. من ناحية المبدأ، فقد أنشئت حرية انتقال السلع عبر الاتحاد الجمركي للاتحاد الأوروبي بين الدول الأعضاء الستّ حينها.
بالرغم من ذلك، سعت الجماعة الاقتصادية الأوروبية حثيثًا لتطبيق سوق موحدة نظرًا لغياب مؤسسات صنع قرار ذات سطوة. وبسبب المواقف المتبنّية للحماية، صعُب استبدال الحواجز التجارية غير الجمركية بمعايير وقوانين مشتركة معترف بها بصورة متبادلة.
في الثمانينيات من القرن العشرين، عندما راح اقتصاد الجماعة الاقتصادية الأوروبية يتخلف عن بقية اقتصادات العالم المتقدم، ابتعثت مارغريت تاتشر آرثر كوفيلد، بارون كوفيلد، إلى لجنة ديلور للمبادرة في إعادة إطلاق السوق المشتركة. كتب كوفيلد ونشر تقريرًا في العام 1985 فصّل فيه 300 إجراءً توجب البتّ فيها لإتمام إنشاء سوق موحدة. لقي تقرير كوفيلد استحسانًا وأدى إلى تبنّي القانون الأوروبي الموحد، وهي المعاهدة التي أصلحت آليات اتخاذ القرار في الجماعة الاقتصادية الأوروبية، وحددت 31 ديسمبر 1992 موعدًا نهائيًا لاستكمال تأسيس السوق الموحدة. في نهاية الأمر، أُطلَقت السوق الأوروبية الموحدة في 1 يناير 1993.
وجمع النهج الجديد الرائد في لجنة ديلور بين التكامل الإيجابي والسلبي بالاعتماد على الحد الأدنى من التنسيق بدلًا من التنسيق الشامل. شمِل التكامل السلبي عددًا من قواعد الحظر المفروضة على الدول الأعضاء، والتي حظرت السلوك التمييزي وغيره من الممارسات المُقيِّدة. في حين يتألف التكامل الإيجابي من قوانين ومعايير تقاربية. يبرز ههنا على الخصوص الجانب المهمّ (والمثير للجدل): اعتمادُ التشريع المنسِّق بموجب المادة 114 من معاهدة عمل الاتحاد الأوروبي.
اعتمدت اللجنة أيضًا على قرار محكمة العدل الأوروبية كاسيس دو ديجون، والذي بموجبه تلتزم الدول الأعضاء بالاعتراف بالسلع المُنتَجة بشكل قانوني في دولة عضو أخرى، ما لم تعمِد الدولة العضو إلى تبرير التقييد بالاستناد إلى شرطٍ إلزامي. لا يُلجأ إلى التنسيق إلا في حال الرغبة بتجاوز الحواجز التي نجمت عن القيود التجارية التي نجت من اختبار الشروط الإلزامية لقرار كاسيس، ولضمان المعايير الأساسية في حال وجود خطر السباق لأسفل. وهكذا يُستخدم التنسيق بصورة كبيرة لضمان تلبية معايير الصحة والسلامة الأساسية.
بحلول العام 1992، حُلّت نسبة 90% تقريبًا من القضايا، وفي العام نفسه بدأت معاهدة ماستريخت في تأسيس اتحاد اقتصادي ونقدي باعتباره المرحلة التالية من التكامل. استغرق العمل على مرحلة حرية الخدمات فترة أطول، وكانت آخر مرحلة تدخل حيّز التنفيذ، بشكل رئيسي من خلال أمر تعيين العمال (المعتمد في العام 1996) والتوجيه الخاص بالخدمات في السوق الداخلية (المعتمد في العام 2006).
في العام 1997، ألغت معاهدة أمستردام الحواجز المادية في السوق الداخلية عبر إدراج منطقة شنغن ضمن اختصاصات الاتحاد الأوروبي. تطبق اتفاقية شنغن إلغاء ضوابط الحدود بين معظم الدول الأعضاء، والقواعد الموحدة للتأشيرات، والتعاون على مستوى الشرطة والقضاء.
حتى مع دخول معاهدة لشبونة حيز التنفيذ في العام 2009، لم تكُن بعض المجالات المتعلقة بأوجهٍ من الحريات الأربع (خاصة في مجال الخدمات) مطبّقة بالكامل بعد. توجب على تلك المجالات بالإضافة إلى المزيد من العمل على الاتحاد الاقتصادي والنقدي الانتظار حتى يتجّه الاتحاد الأوروبي نحو السوق الأوروبية الداخلية.

## «الحريات الأربع»
تشمل «الحريات الأربع» للسوق الموحدة ما يلي:
- حرية حركة السلع
- حرية حركة رأس المال
- حرية إنشاء وتقديم الخدمات
- حرية تنقل العمال

### السلع
يُعتبر نطاق «السلع» (أو «المنتجات») التي يشملها مصطلح «حرية حركة السلع» «واسعًا تمامًا كتنوّع البضائع الموجودة». لا تُغطّى السلع إلا إذا كانت ذات قيمة اقتصادية، أي يمكن تقييمها بالمال ويمكنها تشكيل مادة المعاملات التجارية. ومن أمثلة «البضائع» تُذكر الأعمال الفنية، والعملات المعدنية التي خرجت من التداول، والمياه. وتُعتبر الأسماك سلعة كذلك، لكن نصَّ حُكم محكمة العدل الأوروبية في العام 1999 على أن حقوق الصيد لا تُعدّ سِلعًا.

#### الرسوم الجمركية والضرائب
يُلغي الاتحاد الجمركي التابع للاتحاد الأوروبي الحواجز الجمركية بين الدول الأعضاء، ويطبق سياسة جمركية مشتركة مع الدول الخارجية، بهدف «ضمان وجود الظروف العادية للمنافسة وإزالة جميع القيود ذات الطبيعة الجِبائية التي من شأنها إعاقة حرية حركة السلع داخل السوق المشتركة».
تضمّ بعض مجالات منطقة الجمارك في الاتحاد الأوروبي عددًا من الدول غير الأعضاء في الاتحاد الأوروبي، مثل أندورا، وموناكو، وسان مارينو، وتركيا، بموجب ترتيبات يُفاوَض عليها مع كل دولة على حِدة. وافقت المملكة المتحدة على عقد اتفاقية تجارية مع الاتحاد الأوروبي في 24 ديسمبر 2020، ووقعها رئيس الوزراء بوريس جونسون في 30 ديسمبر 2020.

#### الرسوم الجمركية

تحظر المادة 30 من معاهدة عمل الاتحاد الأوروبي فرض رسوم الحدود بين الدول الأعضاء على منتجات الاتحاد الجمركي للاتحاد الأوروبي ومنتجات الدول غير الأعضاء في الاتحاد الجمركي للاتحاد الأوروبي (البلد الثالث). ووفقًا للمادة 29 من معاهدة عمل الاتحاد الأوروبي، تُفرض الرسوم الجمركية المطبقة على منتجات البلد الثالث عند نقطة الدخول إلى منطقة الاتحاد الجمركي للاتحاد الأوروبي؛ وبمجرد عبور البضائع الحدود الخارجية للاتحاد الأوروبي، يمكن تداولها بحريّة في الدول الأعضاء في الاتحاد.

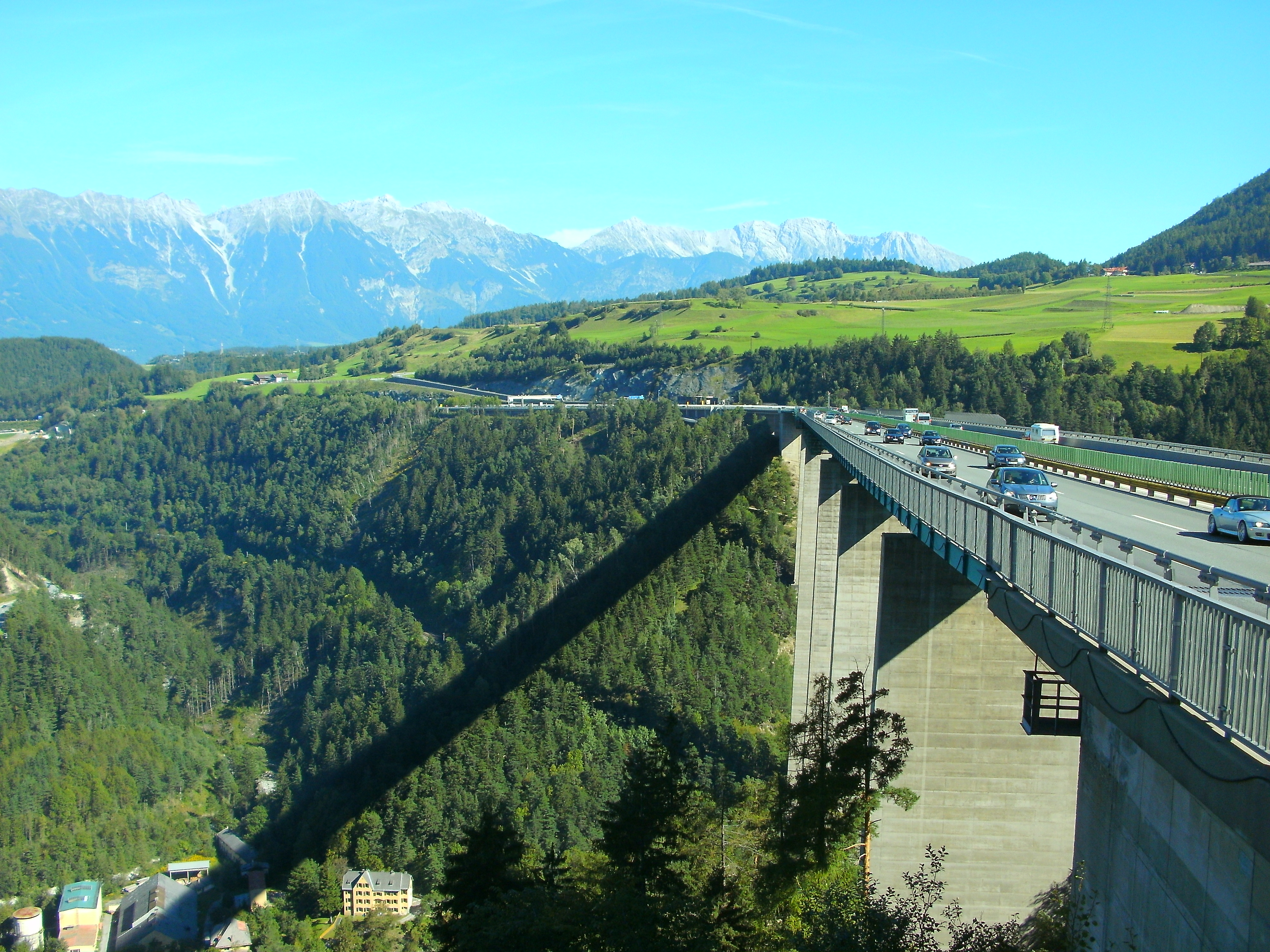
أدت الاحتجاجات إلى إغلاق الشاحنات عبر جبال الألب.